# Primera División femenina de fútbol sala 2009-10
La temporada 2009-10 de Primera División es la 16.ª edición de la máxima categoría de la Liga Nacional de Fútbol Sala Femenina de España. La competición se disputa anualmente, empezó el 19 de septiembre de 2009, y terminó el 19 de junio de 2009.
La Primera División consta de un grupo único integrado por diecisiete equipos. Siguiendo un sistema de liga, los dieciséis equipos se enfrentan todos contra todos en dos ocasiones -una en campo propio y otra en campo contrario- sumando un total de 34 jornadas. El orden de los encuentros se decide por sorteo antes de empezar la competición. La clasificación final se establece con arreglo a los puntos totales obtenidos por cada equipo al finalizar el campeonato. Los equipos obtienen tres puntos por cada partido ganado, un punto por cada empate y ningún punto por los partidos perdidos. El equipo que más puntos sume al final del campeonato será proclamado campeón de Liga y los que finalizan en las tres últimas posiciones descienden de categoría.
El Cajasur Córdoba es el equipo defensor del título, y el Zona Franca Cádiz, Valdetirres Ferrol y FS Torrepacheco descendieron de categoría y su plaza fue ocupada por los equipos de Burela Pescados Rubén, CD Campillos, Castelldefels FS, Preconte Telde y Cellosa Torrejón. El Pinto renunció a su plaza.

## Información de los equipos
| Club                            | Ciudad            | Comunidad Autónoma   | Entrenador/a          | Pabellón                            | Aforo |
| ------------------------------- | ----------------- | -------------------- | --------------------- | ----------------------------------- | ----- |
| Cajasur Córdoba                 | Córdoba           | Andalucía            | David Diaz            | P.M.D. Vistalegre                   | 3.500 |
| Femesala Elche                  | Elche             | Comunidad Valenciana | Maravillas Sansano    | Esperanza Lag                       | 2.000 |
| Móstoles Cospusa                | Móstoles          | Comunidad de Madrid  | David Zamorano        | Villafontana                        | 450   |
| Atlético de Madrid Navalcarnero | Navalcarnero      | Comunidad de Madrid  | Raul Martínez         | La Estación                         | 1.500 |
| Diamante Rioja                  | Logroño           | La Rioja             | Pedro Abad            | Palacio de los Deportes de La Rioja | 4.000 |
| Ponte Ourense                   | Orense            | Galicia              | Isidro Grela          | Os Remedios                         | 2.500 |
| UCAM Murcia                     | Murcia            | Región de Murcia     | Francisco Menchón     | Infante                             |       |
| Natudelia.com Zaragoza          | Zaragoza          | Aragón               | Luis Ángel Corredera  | Siglo XXI                           | 2.780 |
| Kupsa 4 Arcos Logroño           | Logroño           | La Rioja             | José Balmaseda        | Lobete                              |       |
| Valladolid FSF                  | Valladolid        | Castilla y León      | Paco Mellado          | Pilar Fernández Valderrama          | 1.545 |
| VP Soto del Real                | Soto del Real     | Comunidad de Madrid  | Ángel Parada          | Municipal Soto del Real             |       |
| Queralt Gironella               | Gironella         | Cataluña             | Xabier Pasarrius      | Municipal de Gironella              |       |
| CD Burela FS Pescados Rubén     | Burela            | Galicia              | Javier Pardeiro       | Vista Alegre                        | 1.400 |
| CD Campillos                    | Campillos         | Andalucía            | José Antonio González | Gerardo Fernández                   |       |
| FSF Castelldefels               | Castelldefels     | Bandera de Cataluña  | Jordi García          | Can Roca                            |       |
| Preconte Telde                  | Telde             | Canarias             | Silvio Rocha          | Paco Artiles                        |       |
| Cellosa Torrejón                | Torrejón de Ardoz | Comunidad de Madrid  | Luis Rivillos         | José Antonio Paraíso                |       |

## Equipos por comunidad autónoma
| Comunidad autónoma   | N.º | Equipos                                                                     |
| -------------------- | --- | --------------------------------------------------------------------------- |
| Comunidad de Madrid  | 4   | Futsi Navalcarnero, Tecnocasa Móstoles, VP Soto del Real, Cellosa Torrejón. |
| Andalucía            | 2   | Cajasur Córdoba, CD Campillos.                                              |
| La Rioja             | 2   | Diamante Rioja, 4 Arcos Logroño.                                            |
| Galicia              | 2   | Ponte Ourense, Burela.                                                      |
| Cataluña             | 2   | FSF Gironella, FSF Castelldefels.                                           |
| Comunidad Valenciana | 1   | Femesala Elche.                                                             |
| Región de Murcia     | 1   | UCAM El Pozo Murcia.                                                        |
| Aragón               | 1   | Mainfer Zaragoza.                                                           |
| Castilla y León      | 1   | Valladolid FSF.                                                             |
| Canarias             | 1   | Preconte Telde.                                                             |

## Clasificación
|                                           |     | Equipos                      | PJ | G  | E | P  | GF  | GC  | Dif. | Pts. |
| ----------------------------------------- | --- | ---------------------------- | -- | -- | - | -- | --- | --- | ---- | ---- |
|                                           | 1.  | Cajasur Córdoba              | 32 | 27 | 3 | 2  | 172 | 63  | +109 | 84   |
|                                           | 2.  | Femesala Elche               | 32 | 26 | 5 | 1  | 151 | 56  | +95  | 83   |
|                                           | 3.  | Móstoles Cospusa             | 32 | 23 | 2 | 7  | 167 | 74  | +93  | 71   |
|                                           | 4.  | Diamante Rioja               | 32 | 20 | 4 | 8  | 163 | 86  | +77  | 64   |
|                                           | 5.  | UCAM Murcia                  | 32 | 19 | 6 | 7  | 117 | 89  | +28  | 63   |
|                                           | 6.  | Burela Pescados Rubén        | 32 | 18 | 2 | 12 | 105 | 97  | +8   | 56   |
|                                           | 7.  | Atlético Madrid Navalcarnero | 32 | 17 | 4 | 11 | 128 | 103 | +25  | 55   |
|                                           | 8.  | Valladolid FSF               | 32 | 16 | 6 | 10 | 111 | 96  | +15  | 54   |
|                                           | 9.  | C. Queralt Gironella         | 32 | 15 | 3 | 14 | 106 | 98  | +8   | 48   |
|                                           | 10. | Ponte Ourense                | 32 | 14 | 1 | 17 | 93  | 97  | -4   | 43   |
|                                           | 11. | Natudelia.com Zaragoza       | 32 | 13 | 2 | 17 | 116 | 133 | -17  | 41   |
|                                           | 12. | VP Soto del Real             | 32 | 9  | 2 | 21 | 82  | 135 | -53  | 29   |
|                                           | 13. | CD Campillos                 | 32 | 8  | 3 | 21 | 64  | 152 | -88  | 27   |
|                                           | 14. | Kupsa Teccan Logroño         | 32 | 6  | 6 | 20 | 73  | 107 | -34  | 24   |
|                                           | 15. | Preconte Telde               | 32 | 6  | 2 | 24 | 72  | 125 | -53  | 20   |
|                                           | 16. | Castelldefels                | 32 | 4  | 3 | 25 | 86  | 176 | -90  | 15   |
|                                           | 17. | Cellosa Torrejón             | 32 | 3  | 2 | 27 | 68  | 187 | -119 | 11   |
| Última actualización: 19 de junio de 2010 |     |                              |    |    |   |    |     |     |      |      |

|  | Campeón de Liga                       |
|  | Descendido a Segunda División 2009-10 |

|                                    |
| Bandera de Andalucía               |
| Campeón Cajasur Córdoba 2.º título |

## Resultados
Los horarios corresponden a la CET (Hora Central Europea) UTC+1 en horario estándar y UTC+2 en horario de verano para los partidos disputados en la península y UTC+0 en horario estándar y UTC+1 en horario de verano para los partidos disputados en las Islas Canarias.
| Soto del Real            | 3 - 4 | Ponte Ourense          | 19 de septiembre | 17:30 | Mun. Soto Real        | 100 |
| Cajasur Córdoba          | 3 - 1 | UCAM Murcia            | 19 de septiembre | 18:30 | PDM Vista Alegre      | 150 |
| Móstoles Cospusa         | 4 - 1 | Castelldefels          | 19 de septiembre | 18:30 | El Soto Móstoles      | 500 |
| Campillos                | 3 - 2 | Preconte Telde         | 19 de septiembre | 19:00 | Gerardo González      | 400 |
| Femesala Elche           | 7 - 2 | Natudelia Zaragoza     | 19 de septiembre | 19:00 | Esperanza Lag         | 400 |
| Gironella                | 4 - 0 | Burela                 | 19 de septiembre | 19:30 | Mun. Gironella        | 350 |
| 4 Arcos Logroño          | 3 - 3 | Cellosa Torrejón       | 19 de septiembre | 20:00 | Lobete                | 400 |
| Valladolid FSF           | 1 - 1 | At Madrid Navalcarnero | 20 de septiembre | 12:30 | Pilar Fdez Valderrama | 300 |
| Descansa; Diamante Rioja |       |                        |                  |       |                       |     |

| Castelldefels              | 3 - 4 | Soto del Real    | 26 de septiembre | 16:30       | Can Roca      | 300 |
| Ponte Ourense              | 0 - 1 | Femesala Elche   | 26 de septiembre | 17:00       | Los Remedios  | 300 |
| At Madrid Navalcarnero     | 1 - 3 | Gironella        | 26 de septiembre | 17:15       | Estación      | 200 |
| UCAM Murcia                | 2 - 2 | 4 Arcos Logroño  | 26 de septiembre | 18:30       | Infante       | 120 |
| Burela                     | 3 - 5 | Campillos        | 26 de septiembre | 18:30       | Vista Alegre  | 200 |
| Natudelia Zaragoza         | 6 - 3 | Valladolid FSF   | 27 de septiembre | 12:00       | Siglo XXI     | 300 |
| Preconte Telde             | 1 - 2 | Cajasur Córdoba  | 27 de septiembre | 12:00 (h.i) | Paco Artiles  | 150 |
| Diamante Rioja             | 2 - 2 | Móstoles Cospusa | 27 de septiembre | 17:00       | Pal. Deportes | 150 |
| Descansa; Cellosa Torrejón |       |                  |                  |             |               |     |

| Femesala Elche             | 6 - 2 | Castelldefels          | 3 de octubre | 16ː30 | Esperanza Lag         | 400 |
| Soto del Real              | 3 - 7 | Diamante Rioja         | 3 de octubre | 18ː00 | Mun. Soto Real        | 100 |
| Gironella                  | 2 - 3 | Natudelia Zaragoza     | 3 de octubre | 18:30 | Mun. Gironella        | 400 |
| Valladolid FSF             | 3 - 0 | Ponte Ourense          | 3 de octubre | 18:30 | Pilar Fdez Valderrama | 200 |
| 4 Arcos Logroño            | 2 - 1 | Preconte Telde         | 3 de octubre | 18:30 | Lobete                | 150 |
| Campillos                  | 1 - 4 | At Madrid Navalcarnero | 3 de octubre | 19:00 | Gerardo González      | 600 |
| Cajasur Córdoba            | 3 - 4 | Burela                 | 4 de octubre | 12:00 | PDM Vista Alegre      | 200 |
| Cellosa Torrejón           | 3 - 7 | UCAM Murcia            | 4 de octubre | 13ː00 | M4                    | 100 |
| Descansa; Móstoles Cospusa |       |                        |              |       |                       |     |

| Castelldefels          | 4 - 4 | Valladolid FSF   | 10 de octubre | 16:30       | Can Roca         | 400 |
| Ponte Ourense          | 3 - 2 | Gironella        | 10 de octubre | 17:00       | Los Remedios     | 200 |
| Burela                 | 2 - 1 | 4 Arcos Logroño  | 10 de octubre | 18:30       | Vista Alegre     | 300 |
| At Madrid Navalcarnero | 4 - 8 | Cajasur Córdoba  | 10 de octubre | 18:30       | La Estación      | 200 |
| Móstoles Cospusa       | 2 - 0 | Soto del Real    | 10 de octubre | 18:30       | El Soto Móstoles | 500 |
| Preconte Telde         | 4 - 3 | Cellosa Torrejón | 10 de octubre | 18:30 (h.i) | Paco Artiles     | 400 |
| Natudelia Zaragoza     | 7 - 0 | Campillos        | 11 de octubre | 12:00       | Siglo XXI        | 200 |
| Diamante Rioja         | 0 - 4 | Femesala Elche   | 11 de octubre | 12:30       | Pal. Deportes    | 150 |
| Descansa; UCAM Murcia  |       |                  |               |             |                  |     |

| UCAM Murcia             | 5 - 4 | Preconte Telde         | 17 de octubre | 17ː00 | Infante           | 100  |
| Gironella               | 5 - 1 | Castelldefels          | 17 de octubre | 18ː30 | Mun. Gironella    | 1000 |
| Campillos               | 1 - 6 | Ponte Ourense          | 17 de octubre | 19ː00 | Gerardo Fernández | 200  |
| 4 Arcos Logroño         | 3 - 4 | At Madrid Navalcarnero | 17 de octubre | 19ː30 | Lobete            | 300  |
| Femesala Elche          | 2 - 2 | Móstoles Cospusa       | 17 de octubre | 19ː30 | Esperanza Lag     | 500  |
| Valladolid FSF          | 4 - 4 | Diamante Rioja         | 18 de octubre | 12ː30 | Huerta del Rey    | 200  |
| Cajasur Córdoba         | 8 - 2 | Natudelia Zaragoza     | 18 de octubre | 12ː30 | PDM Vista Alegre  | 150  |
| Cellosa Torrejón        | 3 - 8 | Burela                 | 18 de octubre | 13:00 | M4                | 100  |
| Descansa; Soto del Real |       |                        |               |       |                   |      |

| Castelldefels            | 6 - 4  | Campillos        | 24 de octubre | 16ː30 | Can Roca       | 200 |
| Ponte Ourense            | 2 - 5  | Cajasur Córdoba  | 24 de octubre | 17ː00 | Los Remedios   | 150 |
| Soto del Real            | 4 - 14 | Femesala Elche   | 24 de octubre | 18ː00 | Mun. Soto Real | 200 |
| At Madrid Navalcarnero   | 6 - 1  | Cellosa Torrejón | 24 de octubre | 18ː30 | La Estación    | 400 |
| Móstoles Cospusa         | 2 - 3  | Valladolid FSF   | 24 de octubre | 18ː30 | Villafontana   | 500 |
| Natudelia Zaragoza       | 2 - 4  | 4 Arcos Logroño  | 25 de octubre | 12ː00 | Siglo XXI      | 250 |
| Burela                   | 3 - 0  | UCAM Murcia      | 25 de octubre | 12ː00 | Vista Alegre   | 400 |
| Diamante Rioja           | 5 - 1  | Gironella        | 25 de octubre | 12ː30 | Pal. Deportes  | 200 |
| Descansa; Preconte Telde |        |                  |               |       |                |     |

| UCAM Murcia              | 3 - 4  | At Madrid Navalcarnero | 31 de octubre  | 17ː00       | Infante               | 250 |
| Gironella                | 2 - 6  | Móstoles Cospusa       | 31 de octubre  | 18ː00       | Mun. Gironella        | 250 |
| Cajasur Córdoba          | 11 - 1 | Castelldefels          | 31 de octubre  | 18ː30       | PDM Vista Alegre      | 150 |
| Campillos                | 0 - 5  | Diamante Rioja         | 31 de octubre  | 19ː00       | Gerardo Fernández     | 200 |
| Preconte Telde           | 2 - 3  | Burela                 | 31 de octubre  | 18ː30 (h.i) | Paco Artiles          | 300 |
| Valladolid FSF           | 8 - 3  | Soto del Real          | 1 de noviembre | 12ː30       | Pilar Fdez Valderrama | 220 |
| 4 Arcos Logroño          | 2 - 0  | Ponte Ourense          | 1 de noviembre | 12ː30       | Lobete                | 250 |
| Cellosa Torrejón         | 2 - 4  | Natudelia Zaragoza     | 1 de noviembre | 13ː00       | M4                    | 100 |
| Descansa; Femesala Elche |        |                        |                |             |                       |     |

| Castelldefels          | 0 - 5  | 4 Arcos Logroño  | 7 de noviembre | 16:30 | Can Roca       | 250 |
| Ponte Ourense          | 8 - 0  | Cellosa Torrejón | 7 de noviembre | 17ː00 | Los Remedios   | 300 |
| Soto del Real          | 6 - 2  | Gironella        | 7 de noviembre | 17ː00 | Mun. Soto Real | 100 |
| Diamante Rioja         | 1 - 4  | Cajasur Córdoba  | 7 de noviembre | 18ː00 | Pal. Deportes  | 100 |
| Móstoles Cospusa       | 19 - 1 | Campillos        | 7 de noviembre | 18ː30 | Villafontana   | 500 |
| At Madrid Navalcarnero | 6 - 2  | Preconte Telde   | 7 de noviembre | 19ː00 | La Estación    | 200 |
| Femesala Elche         | 0 - 0  | Valladolid FSF   | 7 de noviembre | 19ː30 | Esperanza Lag  | 500 |
| Natudelia Zaragoza     | 2 - 4  | UCAM Murcia      | 8 de noviembre | 12ː00 | Siglo XXI      | 250 |
| Descansa; Burela       |        |                  |                |       |                |     |

| Campillos                | 4 - 3 | Soto del Real          | 14 de noviembre | 17ː00       | Gerardo Fernández | 350 |
| UCAM Murcia              | 5 - 3 | Ponte Ourense          | 14 de noviembre | 17ː00       | Infante           | 150 |
| Burela                   | 6 - 4 | At Madrid Navalcarnero | 14 de noviembre | 18:30       | Vista Alegre      | 500 |
| Cajasur Córdoba          | 6 - 5 | Móstoles Cospusa       | 14 de noviembre | 18:30       | PDM Vista Alegre  | 400 |
| Gironella                | 3 - 4 | Femesala Elche         | 14 de noviembre | 18:30       | Mun. Gironella    | 300 |
| Preconte Telde           | 2 - 5 | Natudelia Zaragoza     | 14 de noviembre | 18ː30 (h.i) | Paco Artiles      | 300 |
| 4 Arcos Logroño          | 2 - 8 | Diamante Rioja         | 14 de noviembre | 19:30       | Lobete            | 500 |
| Cellosa Torrejón         | 2 - 2 | Castelldefels          | 15 de noviembre | 13ː00       | M4                | 120 |
| Descansa; Valladolid FSF |       |                        |                 |             |                   |     |

| Ponte Ourense                    | 3 - 1  | Preconte Telde   | 21 de noviembre | 16:30 | Los Remedios          | 200 |
| Castelldefels                    | 7 - 8  | UCAM Murcia      | 21 de noviembre | 16:30 | Can Roca              | 300 |
| Diamante Rioja                   | 12 - 1 | Cellosa Torrejón | 21 de noviembre | 18:00 | Pal. Deportes         | 150 |
| Soto del Real                    | 1 - 6  | Cajasur Córdoba  | 21 de noviembre | 18:00 | Mun. Soto Real        | 150 |
| Móstoles Cospusa                 | 8 - 4  | 4 Arcos Logroño  | 21 de noviembre | 18:30 | Villafontana          | 500 |
| Valladolid FSF                   | 2 - 1  | Gironella        | 21 de noviembre | 18:30 | Pilar Fdez Valderrama | 350 |
| Femesala Elche                   | 9 - 0  | Campillos        | 21 de noviembre | 19:30 | Esperanza Lag         | 800 |
| Natudelia Zaragoza               | 5 - 2  | Burela           | 22 de noviembre | 12:00 | Siglo XXI             | 250 |
| Descansa; At Madrid Navalcarnero |        |                  |                 |       |                       |     |

| UCAM Murcia            | 4 - 3 | Diamante Rioja     | 28 de noviembre | 18:00        | Infante           | 150 |
| Campillos              | 0 - 3 | Valladolid FSF     | 28 de noviembre | 18:00        | Gerardo Fernández | 130 |
| At Madrid Navalcarnero | 6 - 2 | Natudelia Zaragoza | 28 de noviembre | 18:30        | La Estación       | 400 |
| Burela                 | 5 - 2 | Ponte Ourense      | 28 de noviembre | 18:30        | Vista Alegre      | 100 |
| 4 Arcos Logroño        | 2 - 3 | Soto del Real      | 28 de noviembre | 18:30        | Lobete            | 150 |
| Cajasur Córdoba        | 2 - 2 | Femesala Elche     | 28 de noviembre | 18:30        | Guadalquivir      | 300 |
| Preconte Telde         | 2 - 1 | Castelldefels      | 28 de noviembre | 18:30 (h.i.) | Paco Artiles      | 400 |
| Cellosa Torrejón       | 2 - 5 | Móstoles Cospusa   | 29 de noviembre | 13:00        | M4                | 200 |
| Descansa; Gironella    |       |                    |                 |              |                   |     |

| Diamante Rioja               | 9 - 2 | Preconte Telde         | 5 de diciembre | 16:00 | Pal. Deportes         | 150 |
| Castelldefels                | 7 - 5 | Burela                 | 5 de diciembre | 16:30 | Can Roca              | 450 |
| Ponte Ourense                | 2 - 4 | At Madrid Navalcarnero | 5 de diciembre | 17:00 | Los Remedios          | 200 |
| Soto del Real                | 5 - 2 | Cellosa Torrejón       | 5 de diciembre | 17:00 | Mun. Soto Real        | 150 |
| Gironella                    | 7 - 2 | Campillos              | 5 de diciembre | 17:00 | Mun. Gironella        | 350 |
| Móstoles Cospusa             | 7 - 2 | UCAM Murcia            | 5 de diciembre | 18:30 | Villafontana          |     |
| Valladolid FSF               | 1 - 2 | Cajasur Córdoba        | 5 de diciembre | 18:30 | Pilar Fdez Valderrama | 200 |
| Femesala Elche               | 5 - 2 | 4 Arcos Logroño        | 5 de diciembre | 19:30 | Esperanza Lag         | 600 |
| Descansa; Natudelia Zaragoza |       |                        |                |       |                       |     |

| UCAM Murcia            | 6 - 3  | Soto del Real    | 12 de diciembre | 17:00        | Infante              | 200 |
| At Madrid Navalcarnero | 6 - 4  | Castelldefels    | 12 de diciembre | 18:00        | La Estación          | 300 |
| Burela                 | 4 - 1  | Diamante Rioja   | 12 de diciembre | 18:30        | Vista Alegre         | 500 |
| Cajasur Córdoba        | 3 - 1  | Gironella        | 12 de diciembre | 18:30        | PDM Vista Alegre     | 300 |
| Preconte Telde         | 2 - 11 | Móstoles Cospusa | 12 de diciembre | 18:30 (h.i.) | Paco Artiles         | 250 |
| 4 Arcos Logroño        | 1 - 2  | Valladolid FSF   | 12 de diciembre | 19:30        | Lobete               | 100 |
| Natudelia Zaragoza     | 1 - 2  | Ponte Ourense    | 13 de diciembre | 12:00        | Siglo XXI            | 200 |
| Cellosa Torrejón       | 3 - 8  | Femesala Elche   | 13 de diciembre | 13:00        | José Antonio Paraíso | 200 |
| Descansa; Campillos    |        |                  |                 |              |                      |     |

| Castelldefels           | 5 - 9 | Natudelia Zaragoza     | 19 de diciembre | 16:30 | Can Roca              | 150 |
| Soto del Real           | 2 - 1 | Preconte Telde         | 19 de diciembre | 17:00 | Mun. Soto Real        | 100 |
| Diamante Rioja          | 5 - 9 | At Madrid Navalcarnero | 19 de diciembre | 18:00 | Pal. Deportes         | 200 |
| Móstoles Cospusa        | 9 - 0 | Burela                 | 19 de diciembre | 18:30 | Villafontana          | 500 |
| Valladolid FSF          | 7 - 4 | Cellosa Torrejón       | 19 de diciembre | 18:30 | Pilar Fdez Valderrama | 200 |
| Gironella               | 3 - 3 | 4 Arcos Logroño        | 19 de diciembre | 18:30 | Mun. Gironella        | 200 |
| Femesala Elche          | 2 - 2 | UCAM Murcia            | 19 de diciembre | 19:30 | Esperanza Lag         | 700 |
| Campillos               | 1 - 2 | Cajasur Córdoba        | 20 de diciembre | 12:00 | Gerardo Fernández     | 300 |
| Descansa; Ponte Ourense |       |                        |                 |       |                       |     |

| Ponte Ourense             | 5 - 0 | Castelldefels    | 16 de enero | 17:00        | Los Remedios         | 200 |
| UCAM Murcia               | 3 - 2 | Valladolid FSF   | 16 de enero | 18:00        | Pal. Deportes        | 200 |
| Burela                    | 2 - 0 | Soto del Real    | 16 de enero | 18:30        | Vista Alegre         | 350 |
| At Madrid Navalcarnero    | 3 - 6 | Móstoles Cospusa | 16 de enero | 18:45        | La Estación          | 400 |
| Preconte Telde            | 2 - 5 | Femesala Elche   | 16 de enero | 18:30 (h.i.) | Paco Artiles         | 200 |
| 4 Arcos Logroño           | 7 - 3 | Campillos        | 16 de enero | 20:00        | Lobete               | 150 |
| Natudelia Zaragoza        | 0 - 3 | Diamante Rioja   | 17 de enero | 12:00        | Siglo XXI            | 150 |
| Cellosa Torrejón          | 2 - 4 | Gironella        | 17 de enero | 13:00        | José Antonio Paraíso | 100 |
| Descansa; Cajasur Córdoba |       |                  |             |              |                      |     |

| Valladolid FSF          | 2 - 1  | Preconte Telde         | 23 de enero | 16:30 | Pilar Fdez Valderrama | 500 |
| Femesala Elche          | 4 - 2  | Burela                 | 23 de enero | 17:30 | Esperanza Lag         | 400 |
| Soto del Real           | 2 - 6  | At Madrid Navalcarnero | 23 de enero | 17:45 | Mun. Soto Real        | 150 |
| Diamante Rioja          | 3 - 2  | Ponte Ourense          | 23 de enero | 18:00 | Pal. Deportes         | 150 |
| Gironella               | 1 - 1  | UCAM Murcia            | 23 de enero | 18:00 | Mun. Gironella        | 300 |
| Móstoles Cospusa        | 11 - 0 | Natudelia Zaragoza     | 23 de enero | 18:30 | Villafontana          | 500 |
| Cajasur Córdoba         | 1 - 1  | 4 Arcos Logroño        | 23 de enero | 18:30 | PDM Vista Alegre      | 300 |
| Campillos               | 5 - 1  | Cellosa Torrejón       | 23 de enero | 19:00 | Gerardo Fernández     | 400 |
| Descansa; Castelldefels |        |                        |             |       |                       |     |

| Natudelia Zaragoza        | 6 - 0 | Soto del Real    | 30 de enero | 12:00        | Siglo XXI            | 200 |
| Castelldefels             | 2 - 5 | Diamante Rioja   | 30 de enero | 16:30        | Can Roca             | 200 |
| Ponte Ourense             | 3 - 5 | Móstoles Cospusa | 30 de enero | 17:00        | Los Remedios         | 200 |
| UCAM Murcia               | 6 - 0 | Campillos        | 30 de enero | 17:30        | Infante              | 150 |
| At Madrid Navalcarnero    | 0 - 1 | Femesala Elche   | 30 de enero | 18:30        | La Estación          | 300 |
| Preconte Telde            | 1 - 6 | Gironella        | 30 de enero | 18:30 (h.i.) | Paco Artiles         | 250 |
| Burela                    | 2 - 1 | Valladolid FSF   | 31 de enero | 12:30        | Vista Alegre         | 700 |
| Cellosa Torrejón          | 1 - 8 | Cajasur Córdoba  | 31 de enero | 13:00        | José Antonio Paraíso | 150 |
| Descansa; 4 Arcos Logroño |       |                  |             |              |                      |     |

| Castelldefels            | 2 - 10 | Móstoles Cospusa | 6 de febrero | 16:30        | Can Roca             | 150 |
| Ponte Ourense            | 5 - 3  | Soto del Real    | 6 de febrero | 17:00        | Los Remedios         | 200 |
| UCAM Murcia              | 4 - 4  | Cajasur Córdoba  | 6 de febrero | 18:00        | Pal. Dep. Murcia     | 200 |
| Preconte Telde           | 2 - 2  | Campillos        | 6 de febrero | 18:30 (h.i.) | Paco Artiles         | 200 |
| At Madrid Navalcarnero   | 3 - 4  | Valladolid FSF   | 6 de febrero | 19:30        | La Estación          | 200 |
| Natudelia Zaragoza       | 1 - 6  | Femesala Elche   | 7 de febrero | 12:00        | Siglo XXI            | 150 |
| Burela                   | 4 - 3  | Gironella        | 7 de febrero | 12:30        | Vista Alegre         | 400 |
| Cellosa Torrejón         | 6 - 4  | 4 Arcos Logroño  | 7 de febrero | 13:00        | José Antonio Paraíso | 100 |
| Descansa; Diamante Rioja |        |                  |              |              |                      |     |

| Campillos                  | 0 - 1 | Burela                 | 13 de febrero | 16:30 | Gerardo Fernández     | 200 |
| Gironella                  | 0 - 3 | At Madrid Navalcarnero | 13 de febrero | 18:00 | Mun. Gironella        | 200 |
| Soto del Real              | 7 - 0 | Castelldefels          | 13 de febrero | 18:00 | Mun. Soto del Real    | 200 |
| Valladolid FSF             | 6 - 6 | Natudelia Zaragoza     | 13 de febrero | 18:30 | Pilar Fdez Valderrama | 250 |
| Móstoles Cospusa           | 4 - 3 | Diamante Rioja         | 13 de febrero | 18:30 | Villafontana          | 500 |
| 4 Arcos Logroño            | 1 - 4 | UCAM Murcia            | 13 de febrero | 19:30 | Lobete                | 150 |
| Femesala Elche             | 2 - 1 | Ponte Ourense          | 13 de febrero | 19:30 | Esperanza Lag         | 500 |
| Cajasur Córdoba            | 6 - 1 | Preconte Telde         | 14 de febrero | 11:30 | PDM Vista Alegre      | 200 |
| Descansa; Cellosa Torrejón |       |                        |               |       |                       |     |

| Diamante Rioja             | 6 - 1 | Soto del Real    | 20 de febrero | 16:00        | Pal. Deportes | 150 |
| Castelldefels              | 3 - 5 | Femesala Elche   | 20 de febrero | 16:30        | Can Roca      | 400 |
| Ponte Ourense              | 5 - 4 | Valladolid FSF   | 20 de febrero | 17:00        | Los Remedios  | 250 |
| UCAM Murcia                | 5 - 1 | Cellosa Torrejón | 20 de febrero | 17:00        | Infante       | 100 |
| Burela                     | 1 - 4 | Cajasur Córdoba  | 20 de febrero | 18:30        | Vista Alegre  | 400 |
| At Madrid Navalcarnero     | 5 - 2 | Campillos        | 20 de febrero | 18:30        | La Estación   | 200 |
| Preconte Telde             | 1 - 0 | 4 Arcos Logroño  | 20 de febrero | 18:30 (h.i.) | Paco Artiles  | 150 |
| Natudelia Zaragoza         | 3 - 5 | Gironella        | 21 de febrero | 12:00        | Siglo XXI     | 250 |
| Descansa; Móstoles Cospusa |       |                  |               |              |               |     |

| Campillos             | 5 - 4 | Natudelia Zaragoza     | 27 de febrero | 17:00 | Gerardo Fernández     | 150 |
| Soto del Real         | 0 - 3 | Móstoles Cospusa       | 27 de febrero | 18:00 | Mun. Soto del Real    | 200 |
| Cajasur Córdoba       | 3 - 1 | At Madrid Navalcarnero | 27 de febrero | 18:30 | Guadalquivir          | 200 |
| Gironella             | 2 - 1 | Ponte Ourense          | 27 de febrero | 18:30 | Mun. Gironella        | 400 |
| Femesala Elche        | 2 - 2 | Diamante Rioja         | 27 de febrero | 18:30 | Esperanza Lag         | 500 |
| 4 Arcos Logroño       | 2 - 4 | Burela                 | 27 de febrero | 19:00 | Lobete                | 200 |
| Valladolid FSF        | 7 - 3 | Castelldefels          | 28 de febrero | 12:30 | Pilar Fdez Valderrama | 200 |
| Cellosa Torrejón      | 2 - 5 | Preconte Telde         | 28 de febrero | 13:00 | José Antonio Paraíso  | 100 |
| Descansa; UCAM Murcia |       |                        |               |       |                       |     |

| Ponte Ourense           | 4 - 3 | Campillos        | 13 de marzo | 16:00        | Los Remedios  | 150 |
| Castelldefels           | 5 - 8 | Gironella        | 13 de marzo | 18:00        | Can Roca      | 500 |
| Diamante Rioja          | 8 - 1 | Valladolid FSF   | 13 de marzo | 18:00        | Pal. Deportes | 150 |
| Burela                  | 1 - 2 | Cellosa Torrejón | 13 de marzo | 18:30        | Vista Alegre  | 400 |
| At Madrid Navalcarnero  | 3 - 3 | 4 Arcos Logroño  | 13 de marzo | 18:30        | La Estación   | 200 |
| Móstoles Cospusa        | 3 - 5 | Femesala Elche   | 13 de marzo | 18:30        | Villafontana  | 500 |
| Preconte Telde          | 2 - 4 | UCAM Murcia      | 13 de marzo | 18:30 (h.i.) | Paco Artiles  | 200 |
| Natudelia Zaragoza      | 1 - 8 | Cajasur Córdoba  | 14 de marzo | 12:00        | Siglo XXI     | 200 |
| Descansa; Soto del Real |       |                  |             |              |               |     |

| Campillos                | 2 - 1 | Castelldefels          | 20 de marzo | 17:00 | Gerardo Fernández     | 300 |
| Gironella                | 4 - 6 | Diamante Rioja         | 20 de marzo | 18:00 | Mun. Gironella        | 350 |
| Cajasur Córdoba          | 5 - 0 | Ponte Ourense          | 20 de marzo | 18:30 | PDM Vista Alegre      | 200 |
| Femesala Elche           | 3 - 0 | Soto del Real          | 20 de marzo | 18:30 | Esperanza Lag         | 300 |
| UCAM Murcia              | 5 - 4 | Burela                 | 20 de marzo | 19:15 | Pal Dep Murcia        |     |
| 4 Arcos Logroño          | 2 - 4 | Natudelia Zaragoza     | 20 de marzo | 20:00 | Lobete                | 150 |
| Valladolid FSF           | 2 - 1 | Móstoles Cospusa       | 21 de marzo | 12:30 | Pilar Fdez Valderrama | 300 |
| Cellosa Torrejón         | 2 - 6 | At Madrid Navalcarnero | 21 de marzo | 13:00 | José Antonio Paraíso  | 200 |
| Descansa; Preconte Telde |       |                        |             |       |                       |     |

| Castelldefels            | 3 - 8  | Cajasur Córdoba  | 27 de marzo | 16:30 | Can Roca           | 200 |
| Ponte Ourense            | 3 - 3  | 4 Arcos Logroño  | 27 de marzo | 17:00 | Los Remedios       | 200 |
| Móstoles Cospusa         | 3 - 4  | Gironella        | 27 de marzo | 17:00 | Villafontana       | 300 |
| Diamante Rioja           | 10 - 2 | Campillos        | 27 de marzo | 18:00 | Pal Dep Rioja      | 150 |
| At Madrid Navalcarnero   | 2 - 2  | UCAM Murcia      | 27 de marzo | 18:30 | La Estación        | 300 |
| Burela                   | 4 - 3  | Preconte Telde   | 27 de marzo | 19:00 | Vista Alegre       | 350 |
| Soto del Real            | 3 - 7  | Valladolid FSF   | 27 de marzo | 19:00 | Mun. Soto del Real | 100 |
| Natudelia Zaragoza       | 11 - 6 | Cellosa Torrejón | 28 de marzo | 12:00 | Siglo XXI          | 300 |
| Descansa; Femesala Elche |        |                  |             |       |                    |     |

| UCAM Murcia      | 4 - 2 | Natudelia Zaragoza     | 1 de abril | 16:00        | Pal Dep Murcia             | 200 |
| Cajasur Córdoba  | 5 - 2 | Diamante Rioja         | 3 de abril | 12:00        | PDM Vista Alegre           | 200 |
| Gironella        | 5 - 2 | Soto del Real          | 3 de abril | 17:30        | Mun. Gironella             | 300 |
| 4 Arcos Logroño  | 1 - 3 | Castelldefels          | 3 de abril | 18:00        | Gonzalo de Berceo          | 100 |
| Valladolid FSF   | 1 - 4 | Femesala Elche         | 3 de abril | 18:30        | Pilar Fernández Valderrama | 300 |
| Campillos        | 1 - 6 | Móstoles Cospusa       | 3 de abril | 19:00        | Gerardo Fernández          | 100 |
| Preconte Telde   | 4 - 0 | At Madrid Navalcarnero | 3 de abril | 18:30 (h.i.) | Paco Artiles               | 100 |
| Cellosa Torrejón | 2 - 4 | Ponte Ourense          | 4 de abril | 13:00        | José Antonio Paraíso       | 100 |
| Descansa; Burela |       |                        |            |              |                            |     |

| Castelldefels            | 2 - 5 | Cellosa Torrejón | 24 de abril | 16:30 | Can Roca           |      |
| Ponte Ourense            | 1 - 4 | UCAM Murcia      | 24 de abril | 17:00 | Los Remedios       | 200  |
| Diamante Rioja           | 5 - 2 | 4 Arcos Logroño  | 24 de abril | 17:00 | Pal Dep Rioja      | 250  |
| Móstoles Cospusa         | 5 - 1 | Cajasur Córdoba  | 24 de abril | 18:00 | Villafontana       | 1000 |
| Femesala Elche           | 4 - 1 | Gironella        | 24 de abril | 18:30 | Esperanza Lag      | 400  |
| At Madrid Navalcarnero   | 3 - 1 | Burela           | 24 de abril | 20:00 | La Estación        | 200  |
| Natudelia Zaragoza       | 7 - 3 | Preconte Telde   | 25 de abril | 12:00 | Siglo XXI          | 150  |
| Soto del Real            | 3 - 3 | Campillos        | 25 de abril | 13:30 | Mun. Soto del Real | 250  |
| Descansa; Valladolid FSF |       |                  |             |       |                    |      |

| UCAM Murcia                      | 5 - 3  | Castelldefels      | 1 de mayo  | 17:00        | Infante              | 100 |
| Gironella                        | 7 - 3  | Valladolid FSF     | 1 de mayo  | 17:30        | Mun. Gironella       | 300 |
| Burela                           | 2 - 2  | Natudelia Zaragoza | 1 de mayo  | 18:30        | Vista Alegre         | 300 |
| Cajasur Córdoba                  | 8 - 3  | Soto del Real      | 1 de mayo  | 18:30        | PDM Vista Alegre     | 200 |
| Campillos                        | 1 - 6  | Femesala Elche     | 1 de mayo  | 19:00        | Gerardo Fernández    | 150 |
| Preconte Telde                   | 9 - 3  | Ponte Ourense      | 1 de mayo  | 18:30 (h.i.) | Paco Artiles         | 100 |
| Cellosa Torrejón                 | 0 - 12 | Diamante Rioja     | 2 de mayo  | 13:00        | José Antonio Paraíso | 100 |
| 4 Arcos Logroño                  | 3 - 4  | Móstoles Cospusa   | 21 de mayo | 20:30        | Lobete               | 150 |
| Descansa; At Madrid Navalcarnero |        |                    |            |              |                      |     |

| Ponte Ourense       | 5 - 3 | Burela                 | 8 de mayo | 16:30 | Los Remedios               | 250  |
| Castelldefels       | 6 - 2 | Preconte Telde         | 8 de mayo | 16:30 | Can Roca                   | 200  |
| Diamante Rioja      | 3 - 8 | UCAM Murcia            | 8 de mayo | 18:00 | Pal Dep Rioja              | 150  |
| Femesala Elche      | 3 - 6 | Cajasur Córdoba        | 8 de mayo | 18:30 | Esperanza Lag              | 2000 |
| Soto del Real       | 0 - 2 | 4 Arcos Logroño        | 8 de mayo | 19:00 | Mun. Soto del Real         | 100  |
| Natudelia Zaragoza  | 7 - 5 | At Madrid Navalcarnero | 9 de mayo | 12:00 | Siglo XXI                  | 100  |
| Valladolid FSF      | 4 - 2 | Campillos              | 9 de mayo | 12:30 | Pilar Fernández Valderrama | 150  |
| Móstoles Cospusa    | 4 - 1 | Cellosa Torrejón       | 9 de mayo | 13:30 | Villafontana               |      |
| Descansa; Gironella |       |                        |           |       |                            |      |

| Campillos                    | 2 - 2 | Gironella        | 15 de mayo | 17:00        | Gerardo Fernández    | 250 |
| UCAM Murcia                  | 0 - 2 | Móstoles Cospusa | 15 de mayo | 17:00        | Infante              | 150 |
| Cajasur Córdoba              | 8 - 5 | Valladolid FSF   | 15 de mayo | 18:30        | PDM Vista Alegre     | 200 |
| 4 Arcos Logroño              | 3 - 4 | Femesala Elche   | 15 de mayo | 19:00        | Lobete               | 150 |
| Preconte Telde               | 1 - 4 | Diamante Rioja   | 15 de mayo | 18:30 (h.i.) | Paco Artiles         | 150 |
| Burela                       | 9 - 0 | Castelldefels    | 16 de mayo | 12:00        | Vista Alegre         | 250 |
| Cellosa Torrejón             | 1 - 4 | Soto del Real    | 16 de mayo | 13:00        | José Antonio Paraíso | 100 |
| At Madrid Navalcarnero       | 4 - 3 | Ponte Ourense    | 29 de mayo | 18:30        | La Estación          | 200 |
| Descansa; Natudelia Zaragoza |       |                  |            |              |                      |     |

| Castelldefels       | 4 - 4  | At Madrid Navalcarnero | 22 de mayo | 16:30 | Can Roca                   | 150 |
| Ponte Ourense       | 5 - 2  | Natudelia Zaragoza     | 22 de mayo | 17:00 | Los Remedios               | 200 |
| Diamante Rioja      | 4 - 4  | Burela                 | 22 de mayo | 18:00 | Pal Dep Rioja              | 150 |
| Gironella           | 3 - 10 | Cajasur Córdoba        | 22 de mayo | 18:00 | Mun. Gironella             | 300 |
| Femesala Elche      | 8 - 2  | Cellosa Torrejón       | 22 de mayo | 18:30 | Esperanza Lag              | 500 |
| Soto del Real       | 4 - 3  | UCAM Murcia            | 22 de mayo | 19:00 | Mun. Soto del Real         | 100 |
| Móstoles Cospusa    | 3 - 1  | Preconte Telde         | 23 de mayo | 11:30 | Villafontana               | 200 |
| Valladolid FSF      | 9 - 0  | 4 Arcos Logroño        | 23 de mayo | 13:30 | Pilar Fernández Valderrama | 150 |
| Descansa; Campillos |        |                        |            |       |                            |     |

| UCAM Murcia             | 2 - 5 | Femesala Elche   | 29 de mayo | 16:00        | Infante          | 400 |
| Burela                  | 5 - 4 | Móstoles Cospusa | 29 de mayo | 18:30        | Vista Alegre     | 400 |
| 4 Arcos Logroño         | 1 - 4 | Gironella        | 29 de mayo | 18:30        | Gonzalo Berceo   | 150 |
| Cajasur Córdoba         | 9 - 0 | Campillos        | 29 de mayo | 18:30        | PDM Vista Alegre | 200 |
| Preconte Telde          | 2 - 2 | Soto del Real    | 29 de mayo | 18:30 (h.i.) | Paco Artiles     | 100 |
| Natudelia Zaragoza      | 4 - 1 | Castelldefels    | 30 de mayo | 12:00        | Siglo XXI        | 150 |
| Cellosa Torrejón        | 2 - 7 | Valladolid FSF   | 30 de mayo | 13:00        | Jorge Garbajosa  | 100 |
| At Madrid Navalcarnero  | 4 - 5 | Diamante Rioja   | 30 de mayo | 17:00        | La Estación      | 200 |
| Descansa; Ponte Ourense |       |                  |            |              |                  |     |

| Femesala Elche            | 7 - 1 | Preconte Telde         | 5 de junio | 16:00 | El Toscar                  | 300 |
| Castelldefels             | 3 - 4 | Ponte Ourense          | 5 de junio | 16:30 | Can Roca                   | 50  |
| Gironella                 | 4 - 1 | Cellosa Torrejón       | 5 de junio | 18:00 | Mun. Gironella             | 200 |
| Móstoles Cospusa          | 3 - 7 | At Madrid Navalcarnero | 5 de junio | 18:30 | Villafontana               |     |
| Valladolid FSF            | 1 - 1 | UCAM Murcia            | 5 de junio | 18:30 | Pilar Fernández Valderrama | 200 |
| Diamante Rioja            | 6 - 1 | Natudelia Zaragoza     | 6 de junio | 13:00 | Pal Dep Rioja              | 150 |
| Campillos                 | 2 - 1 | 4 Arcos Logroño        | 6 de junio | 13:30 | Gerardo Fernández          | 450 |
| Soto del Real             | 2 - 4 | Burela                 | 6 de junio | 13:30 | Mun. Soto del Real         | 100 |
| Descansa; Cajasur Córdoba |       |                        |            |       |                            |     |

| UCAM Murcia             | 4 - 3 | Gironella        | 12 de junio | 17:00        | Infante              | 200 |
| Ponte Ourense           | 2 - 4 | Diamante Rioja   | 12 de junio | 17:00        | Los Remedios         | 150 |
| Preconte Telde          | 2 - 3 | Valladolid FSF   | 12 de junio | 17:30 (h.i.) | Paco Artiles         | 100 |
| At Madrid Navalcarnero  | 7 - 3 | Soto del Real    | 12 de junio | 18:30        | La Estación          | 200 |
| Burela                  | 0 - 6 | Femesala Elche   | 12 de junio | 18:30        | Vista Alegre         | 400 |
| Cellosa Torrejón        | 1 - 5 | Campillos        | 12 de junio | 18:30        | José Antonio Paraíso | 200 |
| 4 Arcos Logroño         | 1 - 4 | Cajasur Córdoba  | 12 de junio | 18:30        | Lobete               | 200 |
| Natudelia Zaragoza      | 4 - 5 | Móstoles Cospusa | 13 de junio | 12:00        | Siglo XXI            | 130 |
| Descansa; Castelldefels |       |                  |             |              |                      |     |

| Diamante Rioja            | 10 - 1 | Castelldefels          | 19 de junio | 18:00 | Valdegastea                | 150 |
| Móstoles Cospusa          | 3 - 2  | Ponte Ourense          | 19 de junio | 18:30 | Villafontana               |     |
| Soto del Real             | 3 - 1  | Natudelia Zaragoza     | 19 de junio | 18:30 | Mun. Soto del Real         | 100 |
| Femesala Elche            | 7 - 3  | At Madrid Navalcarnero | 19 de junio | 18:30 | Esperanza Lag              | 500 |
| Valladolid FSF            | 1 - 7  | Burela                 | 19 de junio | 18:30 | Pilar Fernández Valderrama | 200 |
| Gironella                 | 4 - 3  | Preconte Telde         | 19 de junio | 18:30 | Mun. Gironella             | 400 |
| Campillos                 | 2 - 3  | UCAM Murcia            | 19 de junio | 18:30 | Gerardo Fernández          | 400 |
| Cajasur Córdoba           | 9 - 1  | Cellosa Torrejón       | 19 de junio | 18:30 | PDM Vista Alegre           | 800 |
| Descansa; 4 Arcos Logroño |        |                        |             |       |                            |     |

## Estadísticas

### Goleadoras
| Puesto                                    | Jugadora        | Equipo                       | Goles |
| ----------------------------------------- | --------------- | ---------------------------- | ----- |
| 1                                         | Ampi            | Cajasur Córdoba              | 54    |
| 2                                         | Sara Moreno     | Cajasur Córdoba              | 44    |
| 3                                         | Peque           | Diamante Rioja               | 39    |
| 4                                         | Patri Journet   | Móstoles Cospusa             | 38    |
| 5                                         | Ju Delgado      | Femesala Elche               | 36    |
| 6                                         | Bárbara Latorre | Natudelia Zaragoza           | 31    |
| 6                                         | Patri Sánchez   | Castelldefels                | 31    |
| 8                                         | Natalia Flores  | Atlético Madrid Navalcarnero | 30    |
| 9                                         | Sofía Candela   | Femesala Elche               | 29    |
| 10                                        | Sara Navalón    | Natudelia Zaragoza           | 28    |
| Última actualización: 1 de julio de 2010. |                 |                              |       |